# Fanden og hans pumpestok
Fanden og hans pumpestok er måske en fordanskning af det latinske dåbsritual: Abrenuntias Satanae... et omnibus pompis ejus (Forsager du djævlen og alt hans væsen), hvor pompis er blevet til pumpestok.